# Дарьевка (Крым)
Да́рьевка (до 1948 года Кир-Актачи́ Ру́сские; укр. Дар'ївка, крымскотат. Rus Qır Aqtaçı, Рус Къыр Акътачы) — исчезнувшее село в Раздольненском районе Республики Крым, располагавшееся в центре района, в степной части Крыма, примерно в 1,5 километрах юго-восточнее современного села Бахчёвка.

## История
Судя по доступным историческим документам, деревня Кир-Актачи Русские была основана в начале XX века, поскольку впервые встречается в Статистическом справочнике Таврической губернии 1915 года, согласно которому в деревне Кир-Актачи Агайской волости Евпаторийского уезда числилось 6 дворов (3 двора с землёй, 3 — безземельные) с русским населением в количестве 76 человек приписных жителей, из которых 37 мужчин и 39 женщин. Жители владели 1666 десятинами удобной земли. В хозяйствах имелось 75 лошадей, 40 волов, 18 коров и 76 голов мелкого скота.
После установления в Крыму Советской власти, по постановлению Крымревкома от 8 января 1921 года № 206 «Об изменении административных границ» была упразднена волостная система, и село вошло в состав Бакальского района Евпаторийского уезда, а в 1922 году уезды получили название округов. 11 октября 1923 года, согласно постановлению ВЦИК, в административное деление Крымской АССР были внесены изменения, в результате которых округа были отменены, Бакальский район упразднён и село вошло в состав Евпаторийского района. Согласно Списку населённых пунктов Крымской АССР по Всесоюзной переписи 17 декабря 1926 года, в селе Кир-Актачи, Бий-Орлюкского сельсовета Евпаторийского района, числилось 11 дворов, из них 9 крестьянских, население составляло 48 человек, из них 26 русских, 21 украинец и 1 татарин. После создания 15 сентября 1931 года Фрайдорфского (переименованного в 1944 году в Новосёловский) еврейского национального района Кир-Актачи включили в его состав, а после создания в 1935 году Ак-Шеихского района (переименованного в 1944 году в Раздольненский) включили в состав нового.
С 25 июня 1946 года Кир-Актачи в составе Крымской области РСФСР. Указом Президиума Верховного Совета РСФСР от 18 мая 1948 года, Кир-Актачи Русские переименовали в Дарьевку. 25 июля 1953 года Новоселовский район был упразднен и село включили в состав Раздольненского. 26 апреля 1954 года Крымская область была передана из состава РСФСР в состав УССР. Время включения в Воронкинский сельсовет пока не установлено: на 15 июня 1960 года село уже числилось в его составе. Ликвидировано до 1968 года (согласно справочнику «Крымская область. Административно-территориальное деление на 1 января 1968 года» — в период с 1954 по 1968 годы, как посёлок Воронкинского сельсовета).